# Lasioglossum raleighense
Lasioglossum raleighense är en biart som först beskrevs av Crawford 1932.  Lasioglossum raleighense ingår i släktet smalbin, och familjen vägbin. Inga underarter finns listade i Catalogue of Life.